# Adolf Schulz-Evler
Adolf Andrzej Schulz-Evler (ros. Андрей Васильевич Шульц-Эвлер, ur. 12 grudnia 1852 lub 1854 w Radomiu, zm. 15 maja 1905 w Warszawie) – polski pianista i kompozytor.
Studia muzyczne rozpoczął w Warszawie u Rudolfa Strobla (fortepian) i Stanisława Moniuszki (teoria), kontynuował u Carla Tausiga w Berlinie. W latach 1882—1888 był profesorem gry na fortepianie w szkole przy Filharmonii Moskiewskiej, w latach 1888-1904 w Charkowie*
Komponował pieśni i utwory na fortepian, jak walce, mazurki, gawoty, pieśni bez słów, "Rapsodię rosyjską" na fortepian z orkiestrą, osiem romansów, a także wirtuozowskie transkrypcje popularnych utworów. Większość dzieł została zapomniana, w repertuarze koncertowym zachowały się Arabeski na temat walca „Nad pięknym modrym Dunajem” Johanna Straussa syna wykonywane na bis po recitalach wielu znanych pianistów.
W latach 1888–1904 w Charkowie pojawia się kolejny polski pianista, również obecnie zapomniany, kompozytor Adolf Andrzej Schulz-Evler. Pochodził z Radomia, gdzie się urodził 12 grudnia 1852 lub 1854 roku w polskiej protestanckiej rodzinie miejscowego organisty Wilhelma i Pauliny Evlerów. Pierwsze nauki i szlify gry na fortepianie pobierał w domu rodzinnym. W wieku 15 lat napisał pierwszy utwór na fortepian, czym wykazał wyjątkowe zdolności muzyczne. Następnie po odbytych studiach w Warszawie i Berlinie został profesorem gry na fortepianie w szkole przy filharmonii moskiewskiej i w Petersburgu, aby następnie poświęcić się dla Charkowa, gdzie pracował jako wykładowca muzyki przy szkole muzycznej Cesarskiego Towarzystwa Muzycznego. Po dziesięciu latach pobytu w Charkowie postanowił przenieść się do Galicji i we Lwowie bezskutecznie kandydował na stanowisko profesora klasy fortepianu w Konserwatorium Galicyjskim Towarzystwa Muzycznego we Lwowie. We wszystkich odwiedzanych przez Evlera miastach (z wyjątkiem Lwowa) zachwyceni słuchacze oraz kompozytorzy nalegali na publikację jego utworów, które w większości pozostały jedynie w rękopisach, z wyjątkiem kilku utworów na orkiestrę, fantazji i etiud fortepianowych. Po jednym z koncertów w Warszawie w 1896 roku uzyskał szereg pochwał krytyków dla swej techniki fortepianowej, „łączącej subtelność i delikatność uderzenia z brawurą i siłą”.
W 1904 roku Evler opuścił Charków, wyjeżdżając do Warszawy, gdzie pragnął osiąść i zająć się komponowaniem oraz koncertowaniem, szczególnie w Filharmonii Warszawskiej. Jednak nasilająca się choroba uniemożliwiła liczne plany kompozytora, który zmarł 15 maja 1905 roku. Został pochowany na cmentarzu ewangelicko-augsburskim w Warszawie.
Większość spuścizny muzycznej tego kompozytora została rozproszona lub oczekuje na odkrycie, podobnie jak twórczość innego polskiego kompozytora – Konstantego Górskiego. Z utworów Evlera zachowały się jedynie nieliczne utwory w tym Arabeski na temat walca „Nad pięknym modrym Dunajem”, które dziś wykonuje na bis po recitalach wielu znanych pianistów świata. Evler jest uznawany za autora cennej „Szkoły techniki palcowej” na fortepian.